# 沖縄県立読谷高等学校
沖縄県立読谷高等学校（おきなわけんりつ よみたんこうとうがっこう）は、沖縄県中頭郡読谷村にある県立の高等学校。

## 設置学科
- 全日制課程 普通科

## 沿革
- 1948年（昭和23年） - コザ高等学校喜納分校として開校
- 1950年（昭和25年）- 読谷高等学校として独立
- 1972年（昭和47年）5月15日 - 沖縄県立読谷高等学校と改称
- 1992年（平成4年） - 第64回選抜高等学校野球大会出場

## 部活動
- 野球部：1992年春（第62回）に出場し、1回戦で仙台育英と対戦し11対18で敗退。その時の投手は玉城宏二。
- ソフトボール部：男子、女子とも全国大会常連校。男子はインターハイ2019年優勝（4校同時）、全国選抜大会準優勝1回が最高成績。ジュニアジャパンに1992年に儀保信虎、2010年に津波真斉（いずれも投手）、2013年に宇根良祐（内野手）と金城春紀（外野手）が選出された。
- ラグビー部：2021年3月開催の第22回全国高等学校選抜ラグビーフットボール大会に実行委員会推薦枠で初出場し、1回戦で茗溪学園に敗れる。同年秋の県大会では47年ぶり2回目の優勝を果たし、12月開催の第101回全国高等学校ラグビーフットボール大会に初出場予定（初優勝時は南九州大会で敗れ、本大会出場ならず）。

## 著名な出身者
- 糸数慶子 - 政治家
- 沖直未 - 女優
- Kiroro - 女性二人組音楽ユニット
- 立川笑二 - 落語家
- 安良波明里 - 歌手